# Leichtathletik-Länderkampf der Männer 1953 Italien – BR Deutschland
| 3. Leichtathletik-Länderkampf mit bundesdeutscher Beteiligung 1953 | 3. Leichtathletik-Länderkampf mit bundesdeutscher Beteiligung 1953 |                     |
| ------------------------------------------------------------------ | ------------------------------------------------------------------ | ------------------- |
|                                                                    |                                                                    |                     |
| Ländervergleich der Männer: Italien – BR Deutschland               |                                                                    |                     |
| Austragungsort                                                     | Mailand                                                            |                     |
| Wettbewerbe                                                        | 19                                                                 |                     |
| Datum                                                              | 28./29. Juni 1953                                                  |                     |
| 1. FRG 2. ITA                                                      | 112 Punkte 085 Punkte                                              |                     |
| Chronik                                                            |                                                                    |                     |
| ← FRG-DNK Geher (M)                                                | SWE-FRG Geher (M) →                                                | SWE-FRG Geher (M) → |

Der dritte Vergleich des Länderkampfjahres 1953 führte die bundesdeutschen Leichtathleten am 28./29. Juni nach Mailand zur Begegnung mit Italien. Fünf Mal waren die beiden Nationen zuvor bereits aufeinander getroffen. Alle diese Aufeinandertreffen hatte Deutschland siegreich beendet.

## Wettbewerbe und Modus
Das Programm war mit neunzehn Disziplinen umfassend, die Veranstaltung wurde an zwei Tagen durchgeführt. Aus dem olympischen Wettbewerbskatalog fehlten nur der 3000-Meter-Hindernislauf, der Marathonlauf, die beiden Gehdisziplinen und der Zehnkampf. In den Einzeldisziplinen wurde nach dem Standardsystem gewertet, in den Staffeln mit vier zu eins Punkten.

## Ergebnis
Von den elf Laufwettbewerben musste die Bundesrepublik Deutschland nur zwei Disziplinen den Italienern überlassen: den 110-Meter-Hürdenlauf und die 4-mal-100-Meter-Staffel. Aus dem Programm der Techniker gingen mehr Wertungen an die Italiener. Sie entschieden mit dem Stabhoch-, Weit- und Dreisprung sowie dem Kugelstoßen und Diskuswurf fünf der acht Wettbewerbe aus diesem Bereich für sich. In der Summe lagen die bundesdeutschen Sportler auch diesmal mit 112 zu 85 Punkten am Ende wieder deutlich vorn.

## Resultate

### 100 m
| Platz | Athlet            | Land | Zeit (s) |
| ----- | ----------------- | ---- | -------- |
| 1     | Heinz Fütterer    | FRG  | 10,7     |
| 2     | Lucio Sangermano  | ITA  | 10,8     |
| 3     | Giovanni Ghiselli | ITA  | 10,8     |
| 4     | Peter Kraus       | FRG  | 10,9     |

Datum: 28. Juni

### 200 m
| Platz | Athlet            | Land | Zeit (s) |
| ----- | ----------------- | ---- | -------- |
| 1     | Heinz Fütterer    | FRG  | 21,3     |
| 2     | Peter Kraus       | FRG  | 21,5     |
| 3     | Lucio Sangermano  | ITA  | 21,6     |
| 4     | Giovanni Ghiselli | ITA  | 21,9     |

Datum: 29. Juni

### 400 m
| Platz | Athlet              | Land | Zeit (s) |
| ----- | ------------------- | ---- | -------- |
| 1     | Karl-Friedrich Haas | FRG  | 46,3     |
| 2     | Hans Geister        | FRG  | 47,5     |
| 3     | Glanni Rocca        | ITA  | 48,8     |
| 4     | Luigi Grossi        | ITA  | 49,3     |

Datum: 28. Juni

### 800 m
| Platz | Athlet          | Land | Zeit (min) |
| ----- | --------------- | ---- | ---------- |
| 1     | Friedel Stracke | FRG  | 1:51,5     |
| 2     | Werner Lueg     | FRG  | 1:52,0     |
| 3     | Luciano Patelli | ITA  | 1:54,0     |
| 4     | Marcello Dani   | ITA  | 1:56,8     |

Datum: 29. Juni

### 1500 m
| Platz | Athlet             | Land | Zeit (min) |
| ----- | ------------------ | ---- | ---------- |
| 1     | Günter Dohrow      | FRG  | 3:50,2     |
| 2     | Karlfried Dörsing  | FRG  | 3:51,4     |
| 3     | Vittorio Maggioni  | ITA  | 3:58,0     |
| 4     | Valentino Manzutti | ITA  | 4:10,2     |

Datum: 28. Juni

### 5000 m
| Platz | Athlet             | Land | Zeit (min) |
| ----- | ------------------ | ---- | ---------- |
| 1     | Herbert Schade     | FRG  | 14:46,0    |
| 2     | Helmut Gude        | FRG  | 14:46,0    |
| 3     | Vittorio Paschetto | ITA  | 15:45,4    |
| 4     | Luigi Conti        | ITA  | 15:55,2    |

Datum: 29. Juni

### 10.000 m
| Platz | Athlet             | Land | Zeit (min) |
| ----- | ------------------ | ---- | ---------- |
| 1     | Siegfried Steller  | FRG  | 32:01,8    |
| 2     | Giacomo Peppicelli | ITA  | 32:07,8    |
| 3     | Hermann Eberlein   | FRG  | 33:06,4    |
| 4     | Giovanni Lai       | ITA  | 34:11,2    |

Datum: 28. Juni

### 110 m Hürden
| Platz | Athlet            | Land | Zeit (s) |
| ----- | ----------------- | ---- | -------- |
| 1     | Ezio Nardelli     | ITA  | 15,3     |
| 2     | Günther Theilmann | FRG  | 15,4     |
| 3     | Wolfgang Troßbach | FRG  | 15,5     |
| 4     | Tullio Venturini  | ITA  | 15,5     |

Datum: 28. Juni

### 400 m Hürden
| Platz | Athlet          | Land | Zeit (s) |
| ----- | --------------- | ---- | -------- |
| 1     | Heinz Ulzheimer | FRG  | 53,0     |
| 2     | Armando Filiput | ITA  | 54,1     |
| 3     | Helmut Kwoczek  | FRG  | 54,5     |
| 4     | Ottavio Missoni | ITA  | 55,0     |

Datum: 29. Juni

### 4 × 100 m Staffel
| Platz | Besetzung      | Land                                                                | Zeit (s) |
| ----- | -------------- | ------------------------------------------------------------------- | -------- |
| 1     | ITA            | Giovanni Ghiselli Carlo Vittori Wolfango Montanari Lucio Sangermano | 40,8     |
| 2     | BR Deutschland | Adolf Kluck Peter Kraus Heinz Fütterer Werner Zandt                 | 40,8     |

Datum: 28. Juni

### 4 × 400 m Staffel
| Platz | Besetzung      | Land                                                              | Zeit (min) |
| ----- | -------------- | ----------------------------------------------------------------- | ---------- |
| 1     | BR Deutschland | Günther Schöffel Hans Geister Heinz Ulzheimer Karl-Friedrich Haas | 3:12,4     |
| 2     | Italien        | Glanni Rocca Paoletti Imbasciate Luigi Grossi                     | 3:18,2     |

Datum: 29. Juni

### Hochsprung
| Platz | Athlet            | Land | Höhe (m) |
| ----- | ----------------- | ---- | -------- |
| 1     | Werner Bähr       | FRG  | 1,90     |
| 2     | Hans-Jürgen Jenss | FRG  | 1,85     |
| 3     | Carlo Marchisio   | ITA  | 1,85     |
| 4     | Pierluigi Sara    | ITA  | 1,80     |

Datum: 28. Juni

### Stabhochsprung
| Platz | Athlet           | Land | Höhe (m) |
| ----- | ---------------- | ---- | -------- |
| 1     | Edmondo Ballotta | ITA  | 4,00     |
| 2     | Julius Schneider | FRG  | 4,00     |
| 3     | Hanfried Oertel  | FRG  | 3,90     |
| 4     | Giulio Chiesa    | ITA  | 3,70     |

Datum: 29. Juni

### Weitsprung
| Platz | Athlet             | Land | Weite (m) |
| ----- | ------------------ | ---- | --------- |
| 1     | Gian Piero Druetto | ITA  | 7,32      |
| 2     | Gerd Luther        | FRG  | 7,24      |
| 3     | Herbert Göbel      | FRG  | 7,19      |
| 4     | Sergio D’Asnasch   | ITA  | 6,79      |

Datum: 29. Juni

### Dreisprung
| Platz | Athlet           | Land | Weite (m) |
| ----- | ---------------- | ---- | --------- |
| 1     | Ferdinando Simi  | ITA  | 14,80     |
| 2     | Adriano Bertacca | ITA  | 14,73     |
| 3     | Kurt Trozowski   | FRG  | 14,15     |
| 4     | Rudolf Waneck    | FRG  | 14,01     |

Datum: 28. Juni

### Kugelstoßen
| Platz | Athlet          | Land | Weite (m) |
| ----- | --------------- | ---- | --------- |
| 1     | Angiolo Profeti | ITA  | 14,91     |
| 2     | Alberto Paolone | ITA  | 14,48     |
| 3     | Heinz Lutter    | FRG  | 14,15     |
| 4     | Fritz Riese     | FRG  | 14,15     |

Datum: 28. Juni

### Diskuswurf
| Platz | Athlet           | Land | Weite (m) |
| ----- | ---------------- | ---- | --------- |
| 1     | Adolfo Consolini | ITA  | 53,28     |
| 2     | Giuseppe Tosi    | ITA  | 52,49     |
| 3     | Heinz Rosendahl  | FRG  | 48,66     |
| 4     | Karl Oweger      | FRG  | 47,22     |

Datum: 29. Juni

### Hammerwurf
| Platz | Athlet           | Land | Weite (m) |
| ----- | ---------------- | ---- | --------- |
| 1     | Karl Wolf        | FRG  | 54,82     |
| 2     | Teseo Taddia     | ITA  | 54,58     |
| 3     | Karl Hagenburger | FRG  | 53,14     |
| 4     | Oscar Cereali    | ITA  | 53,00     |

Datum: 28. Juni

### Speerwurf
| Platz | Athlet              | Land | Weite (m) |
| ----- | ------------------- | ---- | --------- |
| 1     | Herbert Koschel     | FRG  | 66,16     |
| 2     | Helmut Wilshaus     | FRG  | 62,02     |
| 3     | Francesco Ziggiotti | ITA  | 60,78     |
| 4     | Giovanni Lievore    | ITA  | 59,50     |

Datum: 29. Juni